# Đô Bàng lĩnh
Đô Bàng Lĩnh (tiếng Trung: 都龐嶺; bính âm: dū-páng lǐng) là một dãy núi nằm giữa phần phía tây Quế Lâm (Quảng Tây) và tây nam Vĩnh Châu (Hồ Nam) ở Trung Quốc và là một trong năm dãy núi chính tạo nên Ngũ Lĩnh. Dãy này dài khoảng 70 kilômét (43 mi), cơ bản chạy theo hướng đông bắc - tây nam từ Giang Vĩnh ở nam Hồ Nam đến Quán Dương ở đông Quảng Tây. Đỉnh cao nhất trong dãy này là Cửu Thái Lĩnh (韭菜岭), cao 2.009 m.
Khu bảo tồn thiên nhiên Đô Bàng Lĩnh (tiếng Trung: 都庞岭自然保护区; bính âm: dūpánglǐng zìrán bǎohùqū) là một khu bảo tồn cấp quốc gia của Trung Quốc được Quốc vụ viện nước này phê chuẩn năm 2004. Nằm trên dãy chính của Đô Bàng Lĩnh, đây là khu bảo tồm các loài thực vật cận nhiệt đới.